# Giao thông Campuchia

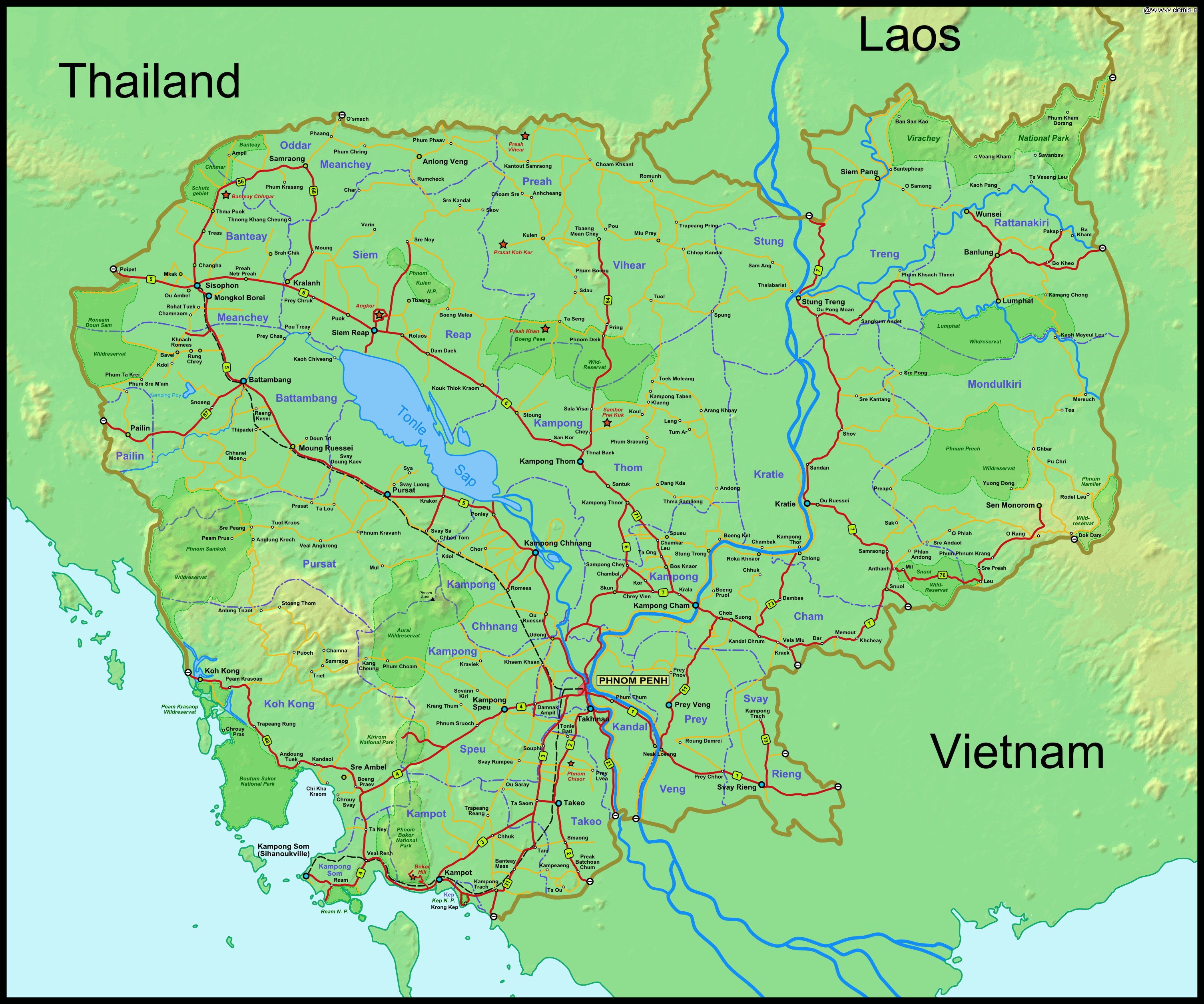
Bản đồ giao thông quốc gia Campuchia.

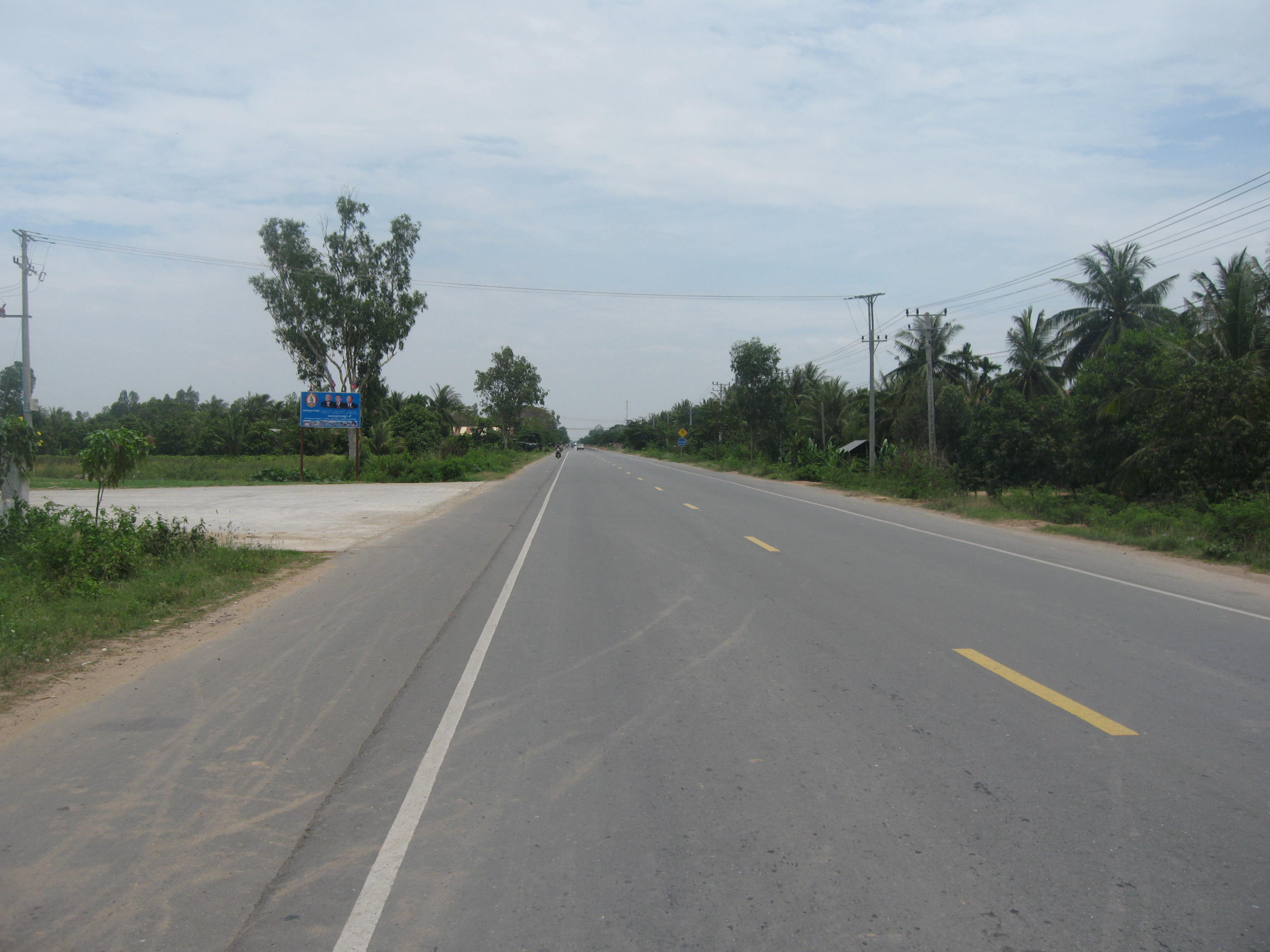
Quốc lộ 1 - Kien Svay, Kandal.

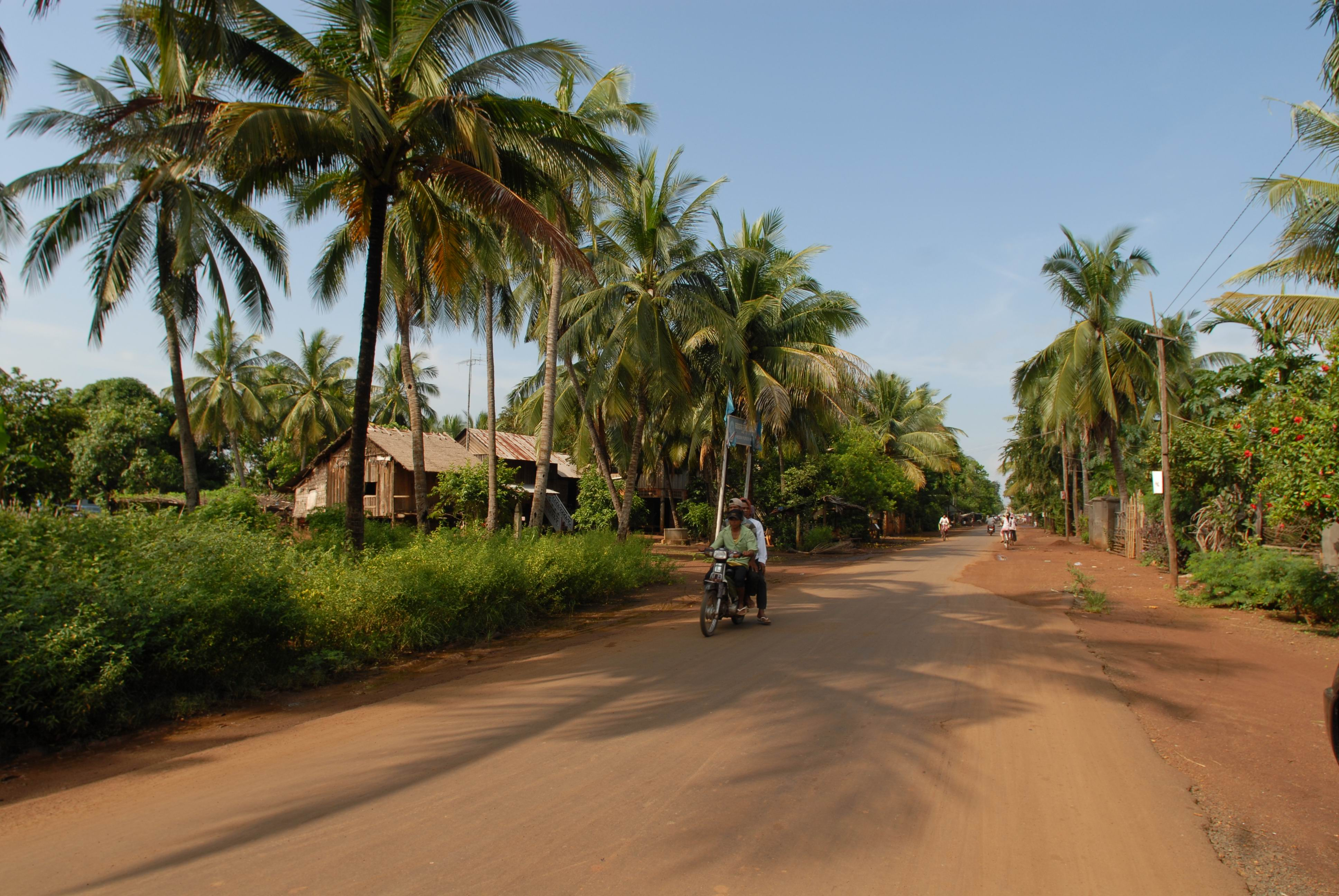
Một con đường nông thôn ở Campuchia.

Chiến tranh liên miên đã phá hủy nghiêm trọng hệ thống giao thông của Campuchia — một hệ thống đã được phát triển không đầy đủ trong thời bình. Cơ sở hạ tầng yếu kém của đất nước cản trở các nỗ lực cứu trợ khẩn cấp và tạo ra những vấn đề to lớn về mua sắm vật tư nói chung và phân phối. Campuchia đã nhận được sự hỗ trợ kỹ thuật và trang thiết bị của Liên Xô nhằm trợ giúp bảo dưỡng mạng lưới giao thông.

## Giao thông đường bộ

### Mạng lưới xa lộ
- Tổng cộng - 38,257 km (2004)
- Trải nhựa - 2,406 km (2004)
- Không trải nhựa - 35,851 km (2004)

Trong tổng số hiện tại, chỉ có khoảng 50 phần trăm đường và xa lộ được phủ nhựa đường và trong tình trạng tốt; khoảng 50 phần trăm các con đường được làm bằng đá nghiền, rải sỏi hoặc đất được phát quang; và khoảng 30 phần trăm còn lại là đất không được phát quang hoặc ít hơn nhiều so với các con đường. Năm 1981, Campuchia đã mở một phần mới được sửa chữa của Quốc lộ 1 chạy về phía đông nam từ Phnôm Pênh đến biên giới Việt Nam. Con đường này bị thiệt hại trong những năm chiến tranh đã được các công binh Quân đội Nhân dân Việt Nam khôi phục.
Vào cuối những năm 1980, mạng lưới đường bộ của Campuchia đã bị sử dụng không đúng mức và không thể đáp ứng ngay cả những yêu cầu khiêm tốn được đặt ra bởi một xã hội nông nghiệp và chưa được công nghiệp hóa. Các phương tiện thương mại, như xe tải và xe buýt, không đủ số lượng và thiếu các phụ tùng cần thiết để giữ cho chúng chạy trên đường. Công tác xây dựng và bảo trì đường bộ đã bị bỏ qua bởi một chính phủ luôn gặp khó khăn về tài chính, trong khi quân nổi dậy thường xuyên phá hủy các cây cầu và khiến một số tuyến đường không đảm bảo an toàn cho việc đi lại.
Campuchia đang tiến hành nâng cấp các tuyến xa lộ chính theo tiêu chuẩn quốc tế và hầu hết được cải thiện rất nhiều từ năm 2006. Hầu hết các tuyến đường chính hiện đã được trải nhựa. Và bây giờ, việc xây dựng đường đi nối từ biên giới Thái Lan tại Poipet đến Siêm Riệp (Angkor Wat).

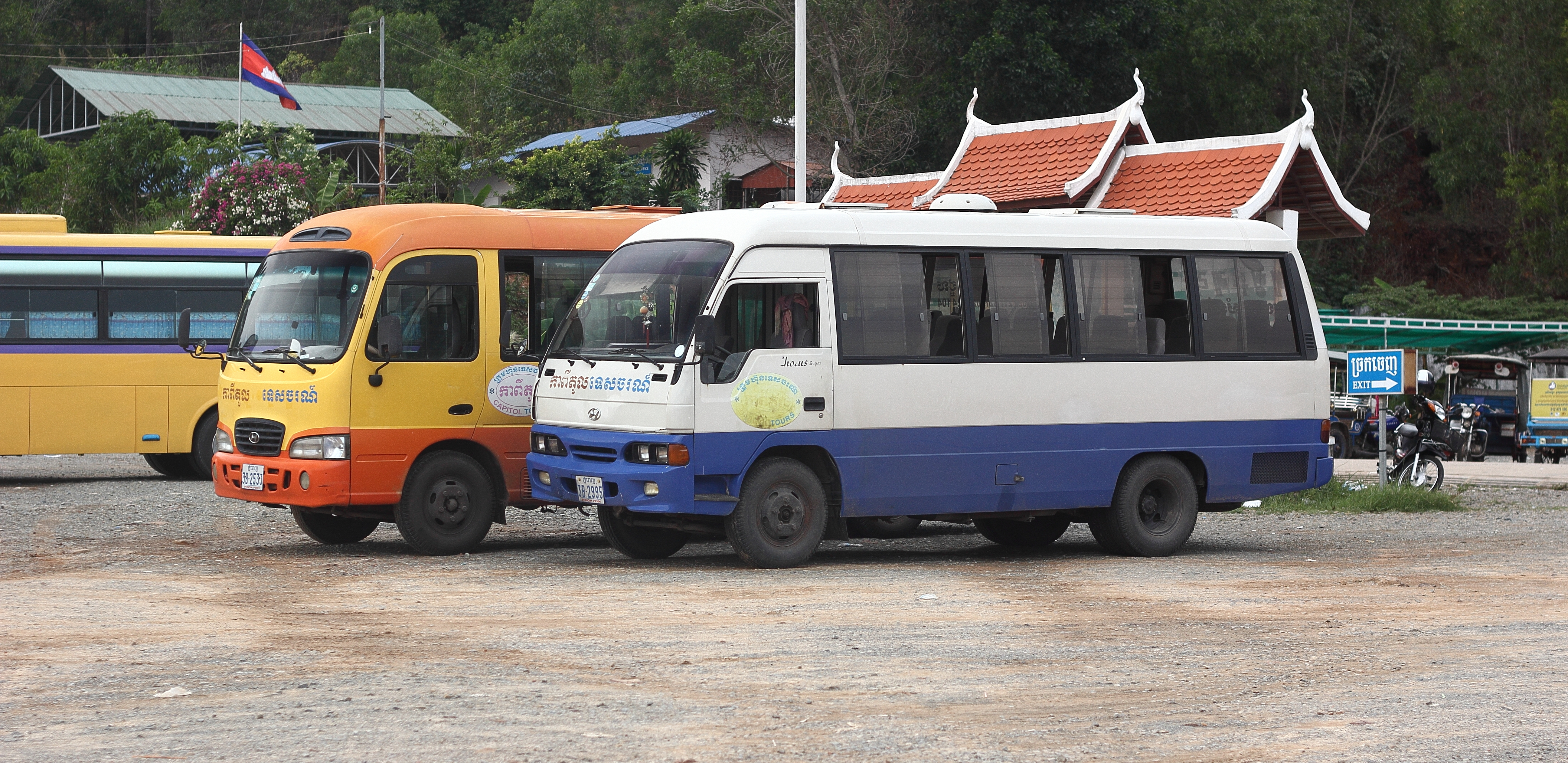
Trạm xe buýt ở tỉnh Sihanoukville.

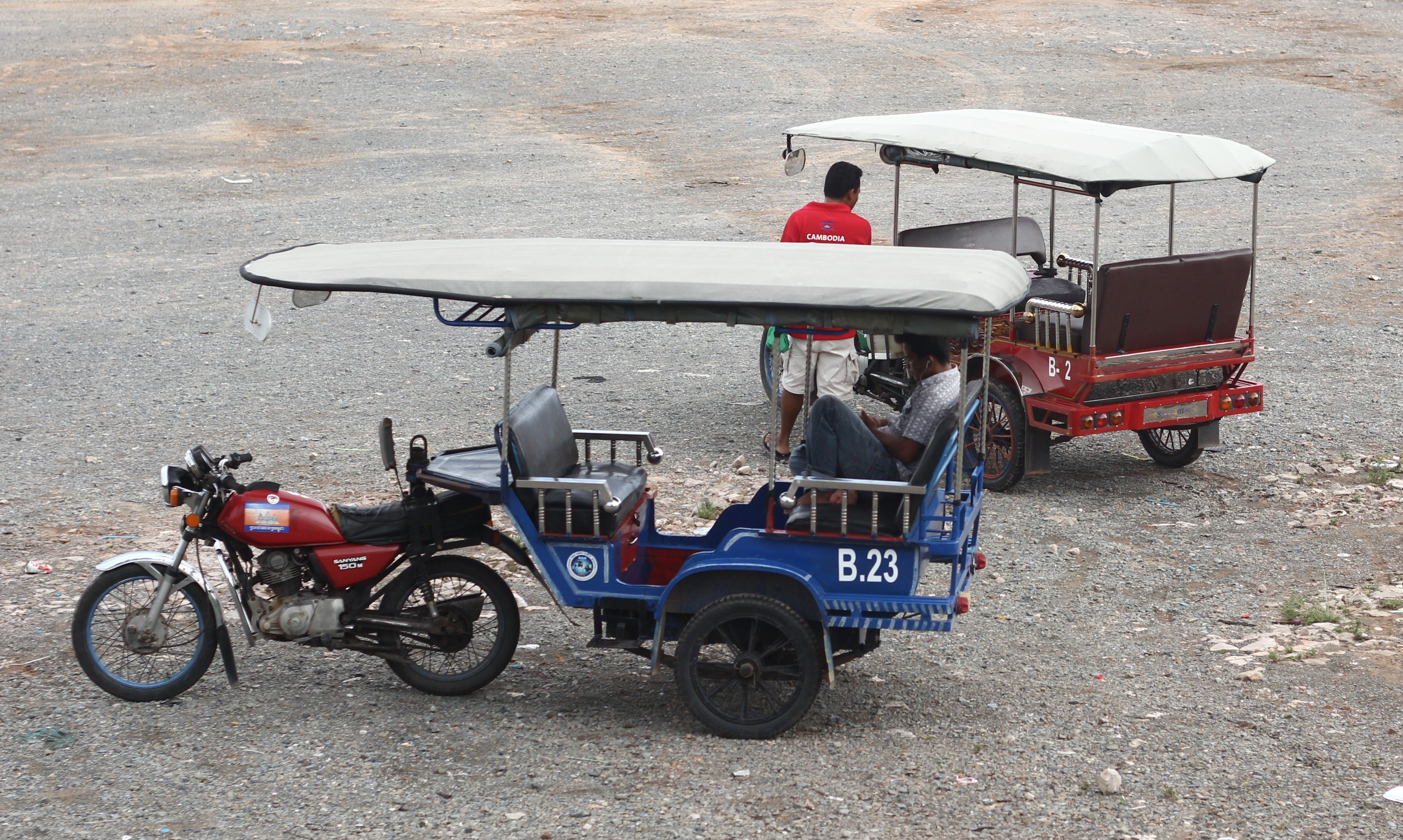
Tuk tuk ở Campuchia.

Biểu đồ tháng 1/2014
| Quốc lộ    | Mã số  | Dài khoảng | Điểm đầu              | Điểm cuối                                |
| ---------- | ------ | ---------- | --------------------- | ---------------------------------------- |
| Quốc lộ 1  | 10001  | 167.10 km  | Phnôm Pênh            | Bavet - Biên giới Việt Nam               |
| Quốc lộ 2  | 10002  | 120.60 km  | Phnôm Pênh            | Phnom Den - Biên giới Việt Nam           |
| Quốc lộ 3  | 10003  | 202.00 km  | Phnôm Pênh            | Kampot - Veal Renh (NH4)                 |
| Quốc lộ 4  | 10004  | 226.00 km  | Phnôm Pênh            | Sihanoukville                            |
| Quốc lộ 5  | 10005  | 341.00 km  | Phnôm Pênh            | Battambang - Poipet - Biên giới Thái Lan |
| Quốc lộ 6A | 10006A | 76.00 km   | Phnôm Pênh            | Skuon                                    |
| Quốc lộ 6  | 10006  | 416.00 km  | Skuon                 | Siem Reap - Sisophon (NH5)               |
| Quốc lộ 7  | 10007  | 509.17 km  | Skuon                 | Stung Treng - Biên giới Lào              |
| Quốc lộ 8  | 10008  | 105.00 km  | NH6A - Cầu Prek Tamak | đến NH7 gần biên giới Việt Nam.          |

### Giao thông công cộng khác
Xe máy là phương tiện giao thông phổ biến nhất ở Campuchia. "Xích lô" (gốc từ cyclo trong tiếng Pháp) đã phổ biến vào thập niên 1990 nhưng ngày càng được thay thế bằng các rơ-moóc (phần gắn vào xe máy) và xe kéo nhập từ Ấn Độ. Xích lô độc nhất đối với Campuchia ở chỗ người đạp xe đằng sau phần chở khách, trái ngược với xe kéo ở các nước láng giềng nơi người đạp ở phía trước và "kéo" theo phần chở khách. Với tỷ lệ thâm nhập điện thoại di động lên đến 78%, các ứng dụng gọi xe đã trở nên phổ biến trong những năm gần đây, nhờ sự gia nhập thị trường của những công ty công nghệ toàn cầu và khu vực như Uber (không còn hiện diện ở Campuchia) và Grab (hiện đang là đối thủ thống trị).

## Đường sắt

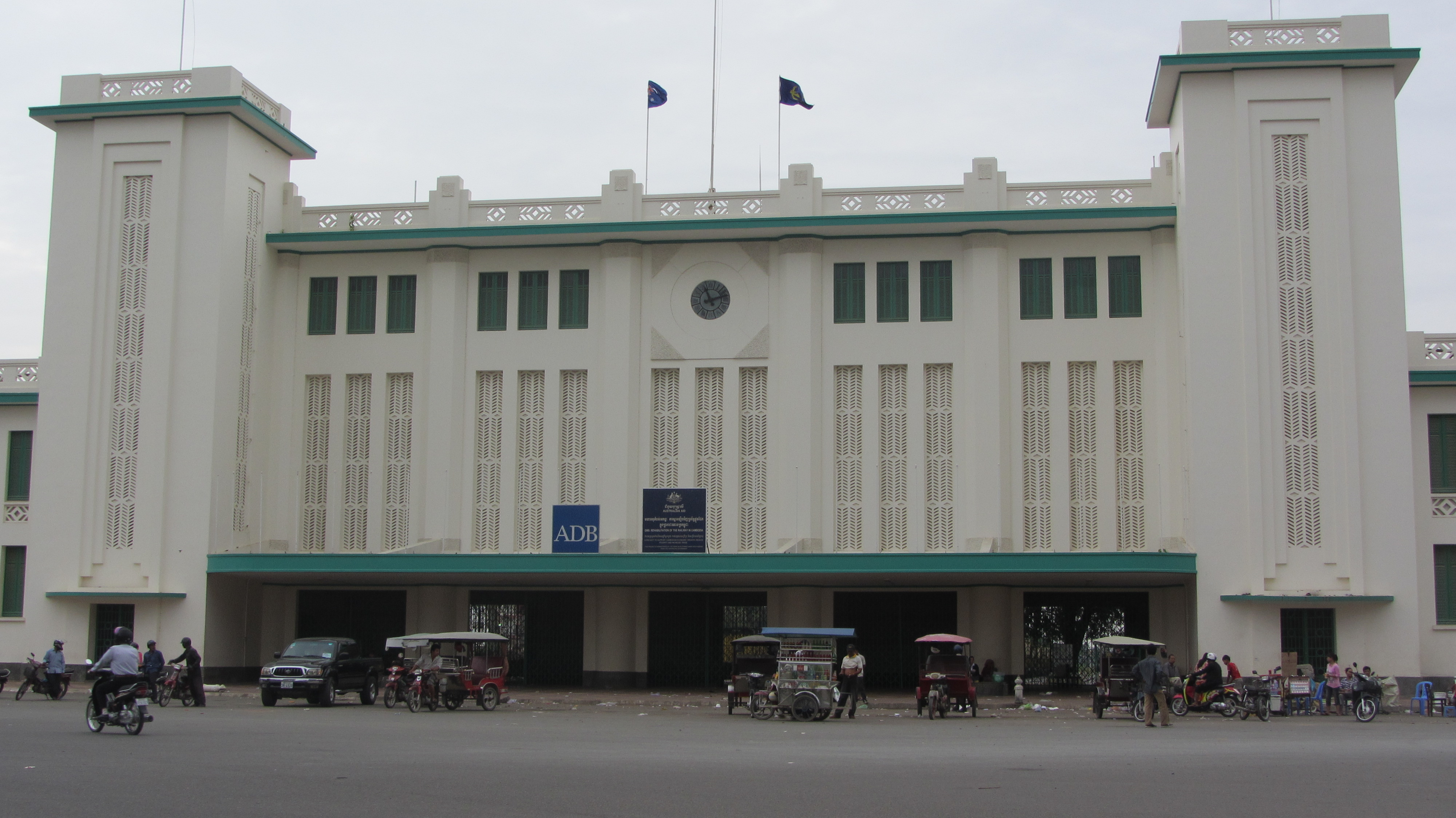
Ga Phnôm Pênh được xây mới vào năm 2012.

Campuchia còn tồn tại hai tuyến đường sắt nguyên vẹn, cả hai đều xuất phát từ Phnôm Pênh và tổng cộng khoảng 612 km đường ray đơn khổ 1.000 mm (3 ft 3 3⁄8 in), vốn được xây dựng trong thời gian đất nước là một phần của Đông Dương thuộc Pháp. Do bị lãng quên và thiệt hại từ cuộc nội chiến trong nửa cuối thế kỷ 20, đường sắt đã ở trong tình trạng đổ nát và tất cả các dịch vụ đã bị hoãn lại vào năm 2009. Một tuyến thứ ba được lên kế hoạch kết nối Phnôm Pênh với Việt Nam,
Các tuyến đường sắt hiện đang được Chính phủ Campuchia phục hồi, với sự tài trợ của Ngân hàng Phát triển Châu Á, Cơ quan Phát triển Quốc tế Úc (AusAID) và công ty Toll Holdings của Úc, được vận hành dưới cái tên Toll Royal Railways và hoàn thành một liên kết còn thiếu trong tuyến Đường sắt xuyên Á. Tuyến đầu tiên được mở cửa trở lại như một phần của dự án này là đoạn 117 km (73 mi) nối giữa Phnôm Pênh và Touk Meas vào tháng 10 năm 2010. Tuyến phía Nam hoàn chỉnh dẫn đến Cảng Sihanoukville thực sự được mở cửa, dành cho giao thông vận tải, vào tháng 1 năm 2013, chậm hơn 18 tháng so với lịch trình.
Một tuyến đường sắt mới nối Phnôm Pênh đến Thành phố Hồ Chí Minh đang được lên kế hoạch, sẽ hoàn thành tuyến Đường sắt Côn Minh - Singapore.
Tập đoàn Đường sắt Trung Quốc đang lên kế hoạch xây dựng tuyến đường sắt Bắc-Nam dài 405 km trên khắp Campuchia, sẽ hỗ trợ kế hoạch mở rộng ngành thép ở Campuchia.
Các dịch vụ tàu chở khách theo lịch trình giữa Phnôm Pênh và Sihanoukville đã hoạt động trở lại vào tháng 5 năm 2016 sau khi bị gián đoạn trong suốt 14 năm. Tuyến nối biên giới Thái Lan tại Poipet và Battambang đang được xây dựng lại vào năm 2017, phần còn lại của tuyến nối Battambang đến Phnôm Pênh dự kiến được xây dựng lại với chi phí 150 triệu đô la. Vào ngày 4 tháng 4 năm 2018 dịch vụ tàu chở hành khách từ Poipet đến Sisophon đã hoạt động trở lại sau 45 năm bị gián đoạn. Đến tháng 7 năm 2018, Poipet sẽ được kết nối với Phnôm Pênh. Các chuyến tàu chở khách hiện chạy từ Phnôm Pênh đến Sihanoukville vào mỗi chiều thứ Sáu lúc 3 giờ chiều và cả sáng thứ Bảy và Chủ nhật lúc 7:30 sáng. Tuyến Phnôm Pênh đến Sisophon hiện đang mở và các chuyến tàu sẽ chạy miễn phí đến hết tháng 8 năm 2018 Một chuyến tàu chở khách hiện cũng chạy cứ sau 2 giờ từ ga Phnôm Pênh đến Sân bay Pochentong.

## Đường thủy
Đường thủy nội địa rộng lớn của quốc gia có ý nghĩa lịch sử quan trọng trong thương mại nội địa. Sông Mê Kông và sông Tonlé Sap, nhiều nhánh của chúng và sông Tonlé Sap cung cấp các thủy lộ có chiều dài đáng kể, bao gồm 3.700 km có thể đi lại trên sông trong cả năm bằng tàu kéo 0,6 mét và có thể đi lại được 282 km cho tàu kéo 1,8 mét. Ở một số khu vực, đặc biệt là phía tây sông Mê Kông và phía bắc sông Tonlé Sap, các ngôi làng hoàn toàn phụ thuộc vào đường thủy để liên lạc. Các loại xuồng, thuyền buồm hoặc xà lan vận chuyển hành khách, gạo và thực phẩm khác trong trường hợp thiếu đường bộ và đường sắt.
Theo Bộ Truyền thông, Giao thông vận tải và Bưu chính, các dịch vụ phà chính của Campuchia qua sông Bassac và giữa sông Mê Kông tại Dịch vụ phà Neak Leung, Dịch vụ phà Tonle Bet, Dịch vụ phà Sre Ambel, Dịch vụ phà Kampong Cham và Dịch vụ phà Stoeng Treng đều được khôi phục vào năm 1985. Các tuyến đường chính của sông Mê Kông cũng được nạo vét để lưu thông dễ dàng hơn. Ngoài ra dịch vụ thủy phi cơ cho tất cả các tuyến đường thủy và hải đảo hiện được cung cấp bởi Hãng hàng không Aero Cambodia Airline.

## Cảng biển và bến cảng

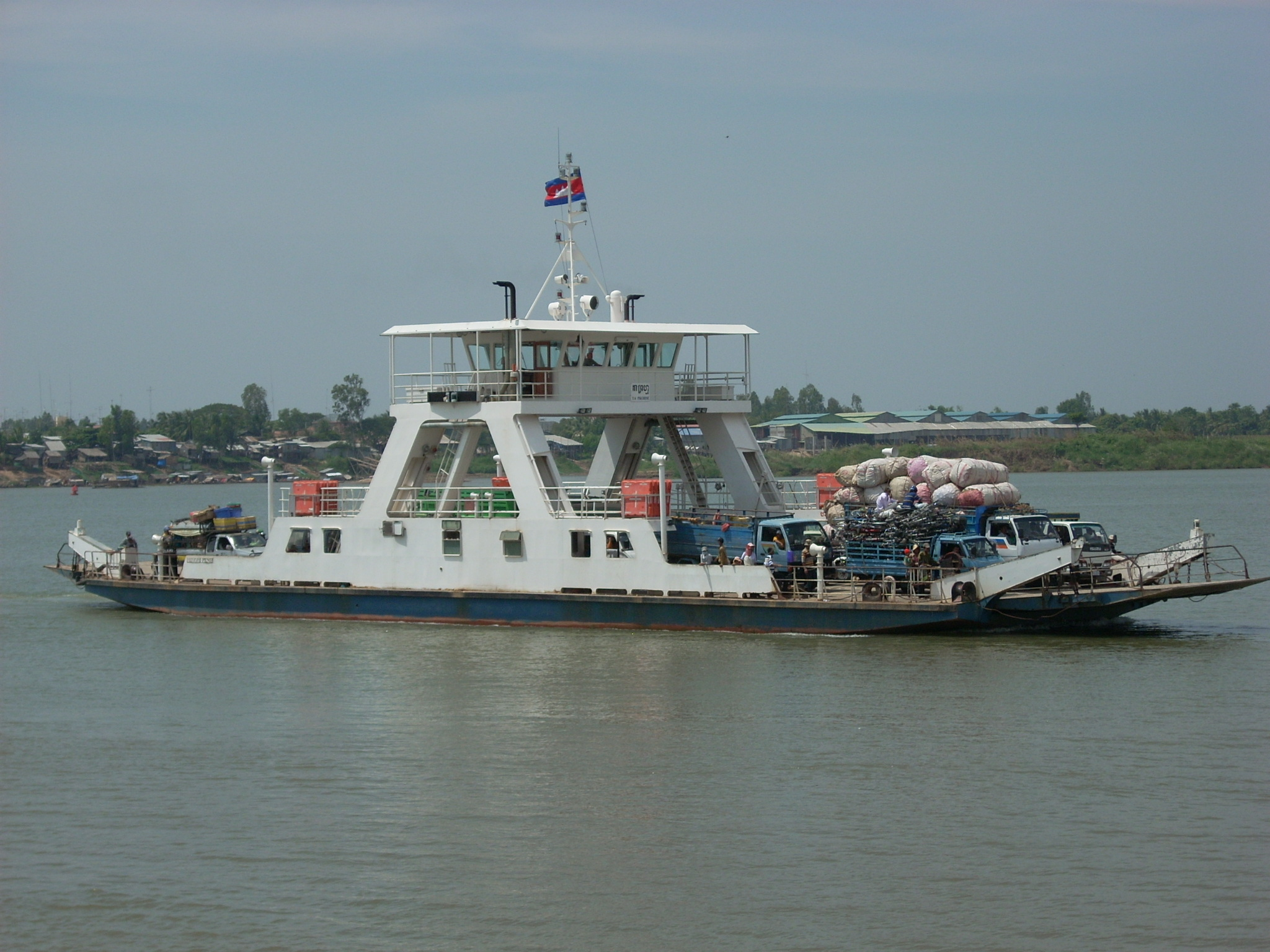
Một chiếc phà đưa phương tiện và hành khách qua sông Mekong đi sang thị trấn Neak Leung.

Campuchia có hai cảng lớn là Cảng Phnôm Pênh và Cảng Sihanoukville, còn được gọi là Kampong Som, và năm cảng nhỏ khác. Phnôm Pênh, nằm ở ngã ba sông Bassac, sông Mê Kông và sông Tonle Sap, là cảng sông duy nhất có khả năng tiếp nhận tàu 8.000 tấn trong mùa mưa và tàu 5.000 tấn trong mùa khô. Nó vẫn là một cảng quan trọng cho thương mại quốc tế cũng như cho giao thông trong nước.
Cảng Sihanoukville đã mở cửa trở lại vào cuối năm 1979. Nó được xây dựng vào năm 1960 với sự trợ giúp của Pháp. Vào năm 1980, khoảng 180 công nhân bến tàu của Liên Xô, đã mang theo xe nâng và xe tải, theo một số nguồn tin cho biết đến làm việc tại Kampong Som với tư cách là thợ bốc vác hoặc là người hướng dẫn của công nhân cảng Campuchia không có kỹ năng. Đến năm 1984, khoảng 1.500 công nhân cảng Campuchia đã xử lý 2.500 tấn hàng hóa mỗi ngày. Theo thống kê chính thức, Sihanoukville chỉ xử lý 769.500 tấn trong bốn năm trước (1979 đến 1983), một mức độ tương phản mạnh với công suất thời bình của cảng khoảng 1 triệu tấn hàng hóa mỗi năm.

## Thương thuyền
- Tổng cộng - 626 tàu thủy (1.000 tổng trọng tải (GT) trở lên) với tổng trọng lượng 953.105 GT/1.345.766 tấn (DWT)
- Tàu thuyền theo loại - tàu chở hàng rời 41, tàu chở hàng 530, tàu vận tải 3, tàu chở hóa chất 10, tàu container 8, tàu chở khách/hàng hóa 6, tàu chở dầu 11, tàu chở hàng lạnh 15, roll-on/roll-off 1, tàu chở xe 1 (2008)
- Lưu ý - 467 tàu thuyền thuộc quyền sở hữu nước ngoài: Canada 2, Trung Quốc 193, Síp 7, Ai Cập 13, Gabon 1, Hy Lạp 3, Hồng Kông 8, Indonesia 22, Nhật Bản 1, Hàn Quốc 22, Latvia 1, Liban 8, Hà Lan 1, România 1, Nga 83, Singapore 4, Syria 48, Đài Loan 1, Thổ Nhĩ Kỳ 26, Ukraina 34, Các Tiểu vương quốc Ả Rập Thống nhất 34, Hoa Kỳ 6 (2008)

## Sân bay

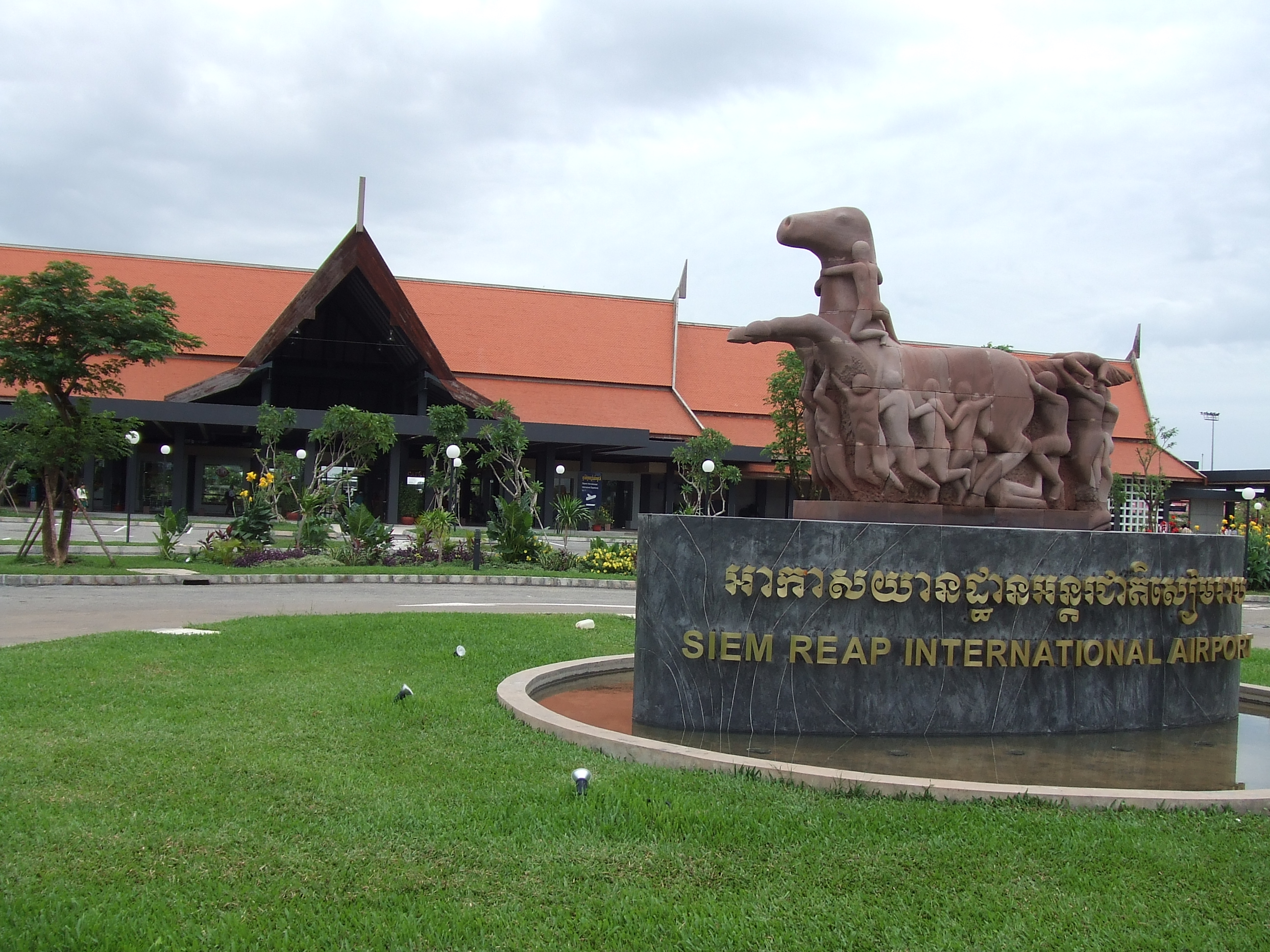
Sân bay quốc tế Xiêm Riệp.

Đất nước này sở hữu tới hai mươi sáu sân bay, trong đó chỉ có mười ba sân bay là có thể sử dụng được vào giữa thập niên 1980. Tám sân bay có đường băng bề mặt vĩnh viễn. Sân bay quốc tế Phnôm Pênh ở thủ đô Phnôm Pênh là sân bay lớn nhất; nó cũng đóng vai trò là căn cứ chính cho Không quân Campuchia đổi mới.
Sân bay lớn thứ hai của Campuchia là Sân bay quốc tế Angkor ở thành phố du lịch lớn Xiêm Riệp. Lưu lượng khách du lịch vào sân bay quốc tế Angkor đã chứng kiến số lượng hành khách vượt qua Phnôm Pênh năm 2006, vốn là sân bay hiện đang bận rộn nhất nước này.
Campuchia cũng đã mở một sân bay mới do Liên Xô xây dựng tại Ream, Sân bay quốc tế Sihanoukville vào cuối năm 1983, nơi chưa từng thấy giao thông hàng không thương mại cho đến tháng 1 năm 2007. Có thêm các sân bay ở Battambang và Stung Treng.
Hãng hàng không quốc gia mới Cambodia Angkor Air được ra mắt vào năm 2009, với khoản đầu tư tài chính lớn từ Vietnam Airlines. Và hãng hàng không Aero Cambodia Airline bắt đầu kinh doanh vào năm 2011, cung cấp các chuyến bay đến tất cả các sân bay và đường thủy bằng thủy phi cơ.

### Sân bay - với đường băng trải nhựa
Tổng cộng:
6

2,500 to 3,000 m:
3

1,500 to 2,2500 m:
2

1000 to 1,500 m:
1 (2010)

### Sân bay - với đường băng không trải nhựa
Tổng cộng:
11

1,500 to 2,500 m:
1

1000 to 1,500 m:
9

under 1000 m:
1 (2010)

### Sân bay trực thăng
1 (2010)